# استفان چاپیوسات
استفان چاپیوسات (به آلمانی: Stéphane Chapuisat) (زادهٔ ۲۸ ژوئن ۱۹۶۹) بازیکن پیشین فوتبال اهل سوئیس است. او در دوران بازی در پست مهاجم بازی می‌کرد.
او یک گلزن قهار در ردهٔ ملی و باشگاهی بود. او بیشتر دوران بازی خود را در باشگاه فوتبال بروسیا دورتموند سپری کرد. او تیم ملی فوتبال سوئیس را در جام جهانی ۱۹۹۴ و دو دوره جام ملت‌های اروپا همراهی کرد.
او هم‌اکنون مدیر ورزشی باشگاه یانگ بویز است.

## افتخارات

### بروسیا دورتموند
- بوندس‌لیگا: ۹۵–۱۹۹۴، ۹۶–۱۹۹۵
- سوپر جام فوتبال آلمان: ۱۹۹۵، ۱۹۹۶
- لیگ قهرمانان اروپا: ۹۷–۱۹۹۶
- جام بین قاره‌ای: ۱۹۹۷

### گراس‌هاپر
- سوپر لیگ فوتبال سوئیس: ۰۱–۲۰۰۰